# Caenonetria
Caenonetria Millidge & Russell-Smith, 1992 è un genere di ragni appartenente alla famiglia Linyphiidae.

## Distribuzione
L'unica specie oggi nota di questo genere è stata rinvenuta nel Borneo.

## Tassonomia
Dal 1992 non sono stati esaminati esemplari di questo genere
A giugno 2012, si compone di una specie:
- Caenonetria perdita Millidge & Russell-Smith, 1992[3] — Borneo